# Eboli
Eboli est une ville de la province de Salerne dans la région de la  Campanie en Italie.

## Géographie

### Hameaux
Santa Cecilia, Cioffi, Corno d'oro, Fiocche, Taverna Nova, Campolongo

### Communes limitrophes
Albanella, Battipaglia, Campagna, Capaccio-Paestum, Olevano sul Tusciano, Serre

## Histoire
Les fouilles archéologiques prouvent que la région d'Eboli est habitée depuis l'âge du bronze et de cuivre et également attestée (du Ve siècle av. J.-C.) avec la présence de la prétendue civilisation villanovienne[pas clair].
Nommée anciennement Eburum, cette ville de Lucanie est mentionnée par Pline l'Ancien, comme aussi dans les inscriptions, pas très éloignées de la frontière du Campanien. Il était au-dessus de la Via Popilia, qui a suivi la ligne de chemin de fer moderne. Les Romains lui ont donné le statut de municipe. La ville a été détruite tout d'abord par Alaric en 410 apr. J.-C., puis par les Sarrasins aux IXe et Xe siècles. Plus tard, c'était un fief de la Principauté de Salerne, avec un imposant château construit par Robert Guiscard.
Durant les années 1930, Eboli a pu se développer dans la plaine après un projet de réforme agraire menée par le régime fasciste. La ville a été gravement endommagée lors du séisme de l'Irpinia en novembre 1980.

## Toponymie
Anciennement nommé Eburum, ce nom pourrait venir de « Eburo », désignation courante de l'if dans la période celtique et gauloise. Cet arbre symbole marquait le lieu de la palabre de l'échange comme pour la ville d'Embrun. C'était un arbre vénéré et mythique à cette époque (la chair du fruit est comestible mais le noyau mortel ; bois fibreux, élastique et solide, d'une excellente qualité), il donnait arcs et flèches (pousse dans les régions sableuses, où la croissance est lente et les fibres du bois d'une grande densité ; se taille bien, et les haies que l'on retrouve actuellement ont une origine ancienne attestée dans l'antiquité). A donné l'ethnonyme Éburons de *eburo- « if » ou « sanglier »,. On compare le vieil irlandais ibar, if, le breton evor et la gallois efwr, bourdaine. Les Éburons étaient connus pour la culture de l'if. 
Le nom de la ville anglaise de York, la civitas eburacum et plus au nord se trouve une autre région. Plusieurs villes et villages remontent à *Eburiacon, toponyme similaire, d'où les Ivry, Ivrey, Évry. La ville suisse d'Yverdon s'appelait *Eburodunum dans l'antiquité. Eburo (if, taxus) + dunon (*dun, colline,  village fortifié). Celle d'Envermeu dans l'actuelle Normandie s'appelait
*Eburomagus, devenu *Eburomavus « la plaine des ifs » ou « le marché de l'if ». Ainsi que la tribu des Aulerques Eburovices qui a donné son nom à Évreux dans la même province. Le mot latin pour désigner l'if est taxus.

## Administration

### Maires
| Période                                  | Période | Identité           | Étiquette       | Qualité |
| ---------------------------------------- | ------- | ------------------ | --------------- | ------- |
| Les données manquantes sont à compléter. |         |                    |                 |         |
| 5 avril 2005                             | ?       | Martino Melchionda | Centro-Sinistra |         |

### Jumelages
- Pastrana (Espagne)

## Culture
Le nom de la ville apparaît dans le titre de l'ouvrage de Carlo Levi : Cristo si è fermato a Eboli (Le Christ s'est arrêté à Eboli) et dans le film homonyme de Francesco Rosi en 1979.

### Personnalités liées
- Matteo Ripa (1682-1746), missionnaire, peintre et graveur à la cour de Chine (1710-1723), né à Eboli.
- Bernardo Silvano (it).
- Vincenzo Giudice (it).
- Pierre d'Éboli.